# Katastrofa mostu nad Tay
Katastrofa mostu nad Tay miała miejsce 28 grudnia 1879 roku, kiedy wysoki most kolejowy, spinający brzegi Firth of Tay pomiędzy Dundee a Wormit w Szkocji, runął pod naciskiem silnego sztormu wraz ze znajdującym się na nim pociągiem. Most został zaprojektowany przez budowniczego linii kolejowych sir Thomasa Boucha jako most kratownicowy i zbudowany z żeliwa łączonego z elementami z kutego żelaza.

## Katastrofa
Podczas nadzwyczaj silnego sztormu wieczorem 28 grudnia 1879 środkowa sekcja mostu – określana mianem wysokiej kratownicy – runęła, pociągając za sobą pociąg, który znajdował się właśnie w ruchu na pojedynczym torowisku mostu. Zginęło przypuszczalnie 75 osób, w tym zięć sir Thomasa. 
Liczba ofiar została ustalona jedynie na podstawie drobiazgowej kontroli biletów sprzedanych na całej trasie, w miejscach nawet tak odległych jak stacja King’s Cross w Londynie. Odnalezione zostały ciała 46 spośród rozpoznanych z nazwiska 60 ofiar, dodatkowe dwa ciała wydobyto w lutym 1880 roku.

### Przyczyny

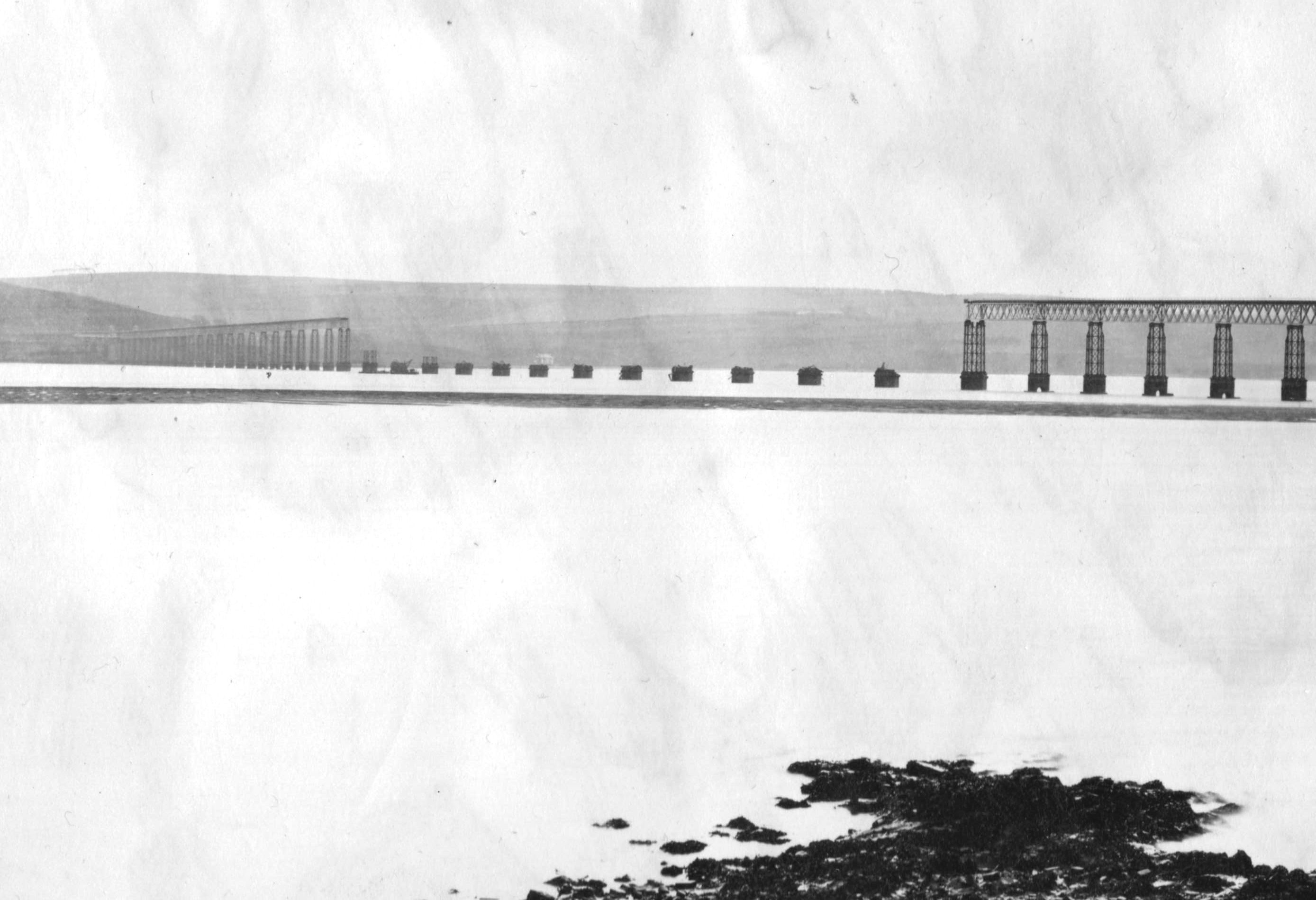
Zawalony most widziany z północnego brzegu

Badający przyczyny wypadku szybko odkryli wiele błędów popełnionych zarówno w fazie projektowej, jak i wykonawczej budowy mostu. Bouch w ogóle nie wziął pod uwagę działania wiatru. Środkowa sekcja mostu, gdzie torowisko znajdowało się nie nad, a pod górnymi dźwigarami (wewnątrz kratownicy), co miało zapewniać wystarczającą odległość od lustra wody, by mieściły się szczyty masztów przepływających pod mostem statków, miała zbyt wysoko umieszczone ciężkie elementy konstrukcyjne, co czyniło ją bardzo nieodporną na silne wiatry. Ani Bouch, ani wykonawca nie wizytowali regularnie polowej odlewni, gdzie przetapiano elementy poprzedniego, nieukończonego mostu. Cylindryczne żeliwne kolumny wspierające 13 najdłuższych przęseł mostu, każdego o długości 75 m, były słabej jakości. Wiele odlewano w pozycji horyzontalnej, co powodowało, że ścianki nie były równej grubości, a ponadto znaleziono dowody, że niedokładnie wykonane odlewy były skrywane przed (bardzo pobieżnymi) kontrolami jakości. W szczególności niektóre zaczepy do montowania belek wzmacniających z kutego żelaza zostały „wypalone” zamiast zostać odlane wraz z kolumnami. Żaden z tych wypalonych zaczepów nie przetrwał katastrofy, a i te odlane wraz z kolumnami okazały się bardzo słabe. Zostały przebadane na zlecenie komisji śledczej przez Davida Kirkaldy'ego, który dowiódł, że pękały przy nacisku już 20 ton, zamiast spodziewanych 60 ton. Podczas sztormu zaczepy zawiodły i zdestabilizowały całą środkową sekcję mostu.

### Oficjalne dochodzenie

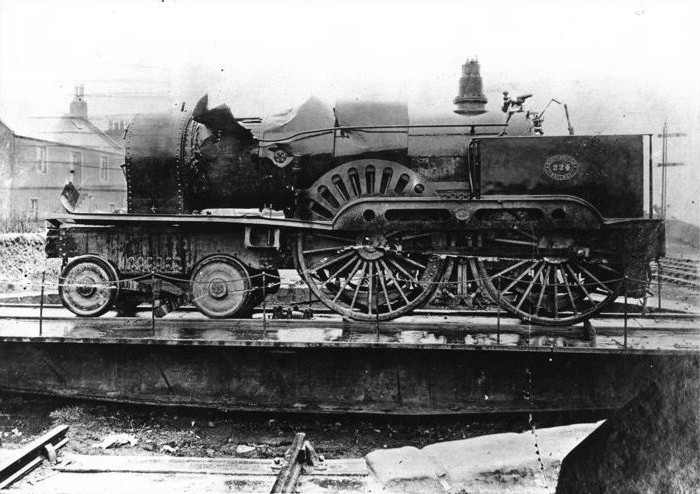
Lokomotywa NBR 224, The Diver

Komisji śledczej przewodniczył Henry Cadogan Rothery, komisarz ds. wraków, a u jego boku zasiadali pułkownik Yolland (inspektor kolejnictwa) i inżynier William Henry Barlow. Komisja ustaliła, że most był źle zaprojektowany, źle zbudowany i źle doglądany oraz że jego zawalenie się było następstwem wad konstrukcyjnych, które musiały prędzej czy później doprowadzić do katastrofy.
Dowiedziono, że środkowa sekcja była uszkodzona na wiele miesięcy przed katastrofą. Inspektor Henry Noble słyszał klekotanie w miejscu połączeń elementów żelaznych z żeliwnymi już w kilka miesięcy po oddaniu mostu do eksploatacji w czerwcu 1878 roku, a dźwięk ten świadczył o tym, że złącza zostały poluzowane. Takie luzy na połączeniu żeliwnych pirsów z żelaznymi belkami wzmacniającymi sprawiały, że belki te stawały się bezużyteczne. Noble nie próbował zacieśniać połączeń, w zamian wbijał metalowe kliny by wyciszyć owe dźwięki.
Problemy powtarzały się aż do zawalenia się mostu, co dostrzegli m.in. malarze pracujący przy renowacji mostu w lecie 1879 roku. Pasażerowie pociągów uskarżali się na dziwne chybotanie się wagonów, ale skargi te były ignorowane przez właściciela mostu, North British Railway (NBR). Lord Provost miasta Dundee pofatygował się na miejsce i stwierdził, że pociągi pędzą przez most z szybkością 65 km/h zamiast przepisowych 40 km/h.

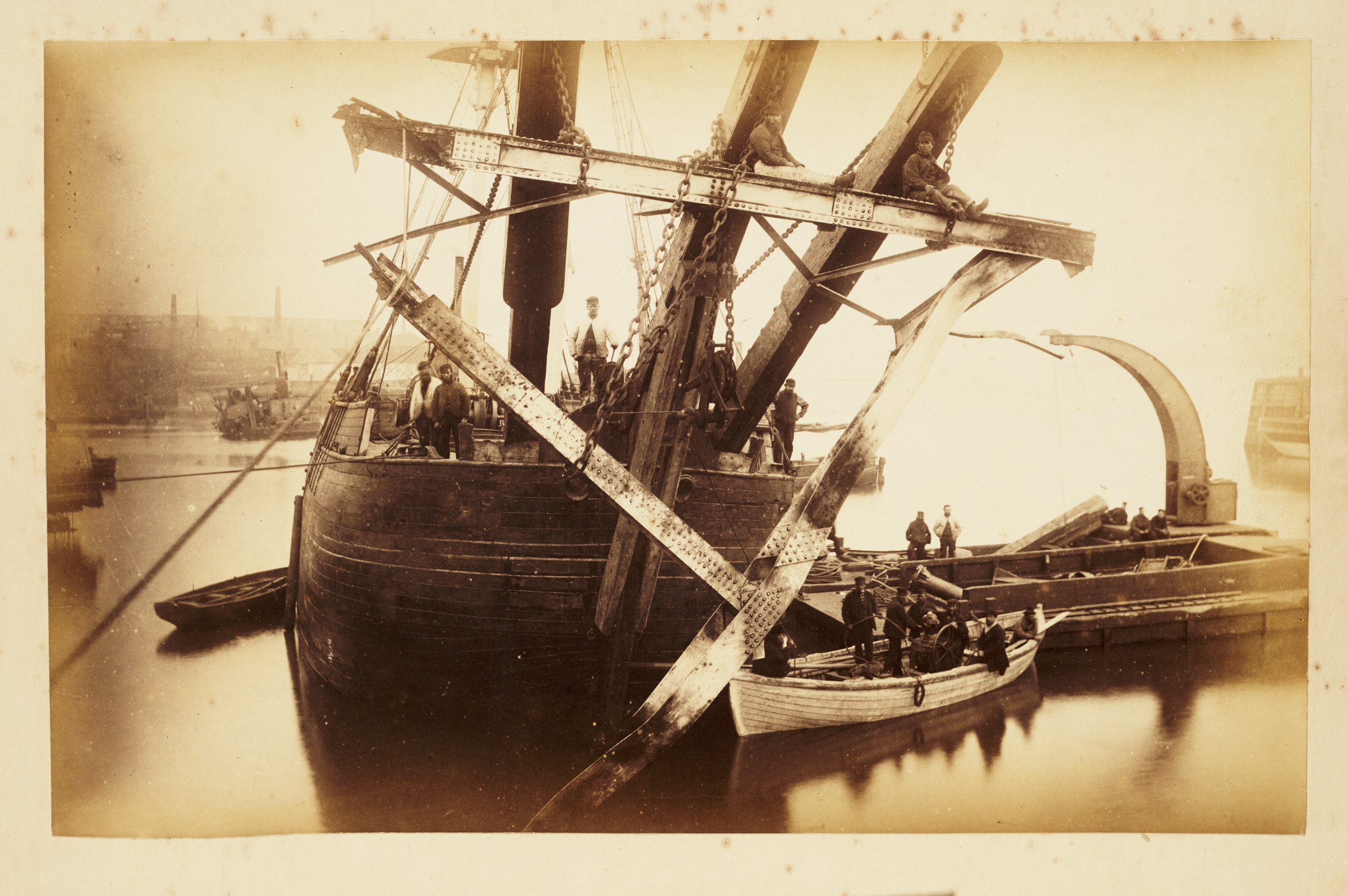
Statek wyciągający szczątki mostu z rzeki

Wyniki dochodzenia nadszarpnęły reputację Boucha: Za dostrzeżone błędy konstrukcyjne i fatalną obsługę winić należy, w naszej opinii, głównie sir Thomasa Boucha – napisali członkowie komisji w podsumowaniu raportu. Rada Handlowa NBR zwróciła w tej sytuacji uwagę na projektowany przez Boucha kolejny most na tej samej linii. Nowy przetarg na budowę wygrała firma William Arrol & Co., która wykorzystała projekt Benjamina Bakera i Johna Fowlera. Bouch zmarł w ciągu roku po katastrofie.
Autorzy niektórych publikacji na temat katastrofy podnoszą, że przyczyną tragedii było wypadnięcie z szyn ostatniego wagonu pociągu, który uderzył o kratownicę, co spowodowało katastrofę. Teoria nie jest nowa i powtarza wersję Boucha, jaką lansował na swoją obronę. Komisja śledcza obaliła tę wersję, nie znajdując odpowiedzi na pytanie: skoro wykolejenie się pociągu spowodowało zawalenie się mostu, to jak słaby był ten most? Nie znalazła również odpowiedzi na kolejne pytanie: dlaczego zniszczeniu uległo ponad 800 metrów mostu, a nie tylko ten fragment gdzie doszło do wykolejenia?
Lokomotywa NBR 224, zbudowana w zakładach Colwairs Works, została wydobyta z dna rzeki i wyremontowana. Pozostawała w służbie do roku 1919, a nazywana była powszechnie The Diver (Nurek); przesądni maszyniści odmawiali prowadzenia jej po odbudowanym wkrótce moście.

## Katastrofa w kulturze
Wiktoriański poeta William Topaz McGonagall poświęcił wydarzeniu poemat zatytułowany The Tay Bridge Disaster. Podobnie niemiecki poeta Theodor Fontane, wstrząśnięty wiadomością, napisał poemat Die Brück' am Tay (najoczywiściej nawiązując w pierwszym wierszu do Makbeta Williama Szekspira i niemieckiego tłumaczenia tragedii dokonanego przez Fryderyka Schillera – When shall we three meet again? i odpowiednio Wann treffen wir drei wieder zusamm?); poemat ukazał się drukiem w dziesięć dni po katastrofie. Hatter's Castle, powieść z roku 1931 szkockiego pisarza A. J. Cronina, zawiera opis katastrofy, a jej filmowa wersja ubarwiła całą historię. Zawalenie się mostu pojawia się na stronach książki Barbary Vine (Ruth Rendell) z roku 2002 The Blood Doctor. Szkocka pisarka Sorche Nic Leodhas napisała nowelę The Tay Bridge Train o człowieku, który został ostrzeżony przez ducha swego najlepszego przyjaciela i nie wsiadł do pociągu.